# Ivan Martinović
 Ovo je glavno značenje pojma Ivan Martinović. Za druga značenja pogledajte Ivan Martinović (pedagog).
Ivan Martinović (Beč, 6. siječnja 1998.) hrvatski je rukometni reprezentativac, kapetan hrvatske rukometne reprezentacije i igrač njemačkog kluba Rhein-Neckar Löwen iz Mannheima. Igra na poziciji desnog vanjskog (desnog beka).

## Životopis
Karijeru je započeo u austrijskom klubu „Fivers Margareten” u Beču. Od 2019. godine igrao je za njemački klub TSV Hannover-Burgdorf, kamo je prešao iz VfL Gummersbacha. Zatim je od 2022. do 2024. godine nastupao za MT Melsungen, a trenutno igra u Rhein-Neckar Löwenu.
Martinović je 2019. godine debitirao za seniorsku reprezentaciju Hrvatske, nakon što je ranije igrao za mlađe uzraste hrvatske reprezentacije, iako ima i austrijsko državljanstvo te je mogao igrati za reprezentaciju Austrije. Njegov stariji brat Marin, također je rukometaš (lijevi vanjski) i povremeni austrijski reprezentativac.
Bio je igrač utakmice s 8 postignutih zgoditaka u pobjedi Hrvatske nad Španjolskom 39:29 na otvorenju Europskoga prvenstva u rukometu u Njemačkoj 2024. Bio je član hrvatske reprezentacije koja je osvojila srebro na Svjetskom prvenstvu u Hrvatskoj, Danskoj i Norveškoj 2025.
Oženjen je s Austrijankom Miriam Rath.